# 러시아계 조지아인
러시아계 조지아인(러시아어:Русские в Грузии, 조지아어:რუსები საქართველოში )은 조지아에 거주하는 러시아인이다. 인구는 26,453명(2014년)이며 전체의 0.7%를 차지한다.

## 같이 보기
- 러시아인
- 슬라브족
- 동슬라브족
- 조지아의 인구